# Zbrodnia w Winiarach
Zbrodnia w Winiarach, egzekucje w Lesie Winiarskim – mord dokonany na Polakach przez niemieckich okupantów. Doszło do niego we wsi Winiary (obecnie część Kalisza). Ofiarami byli mieszkańcy Kalisza i regionu, w tym samorządowcy, parlamentarzyści i przedsiębiorcy. Masowe egzekucje rozpoczęły się 14 grudnia 1939 i trwały według różnych źródeł: do lutego 1940, do końca 1944 lub nawet do 1945 roku. Zginęło co najmniej 320, a najprawdopodobniej około 700 osób. Dokładna liczba ofiar nie jest znana.
Egzekucje, do których doszło w Lesie Winiarskim na przełomie lat 1939 i 1940, zaliczane są do tzw. Intelligenzaktion – ludobójstwa polskiej inteligencji, ziemiaństwa i duchowieństwa na terenach włączonych do III Rzeszy.

## Geneza i tło

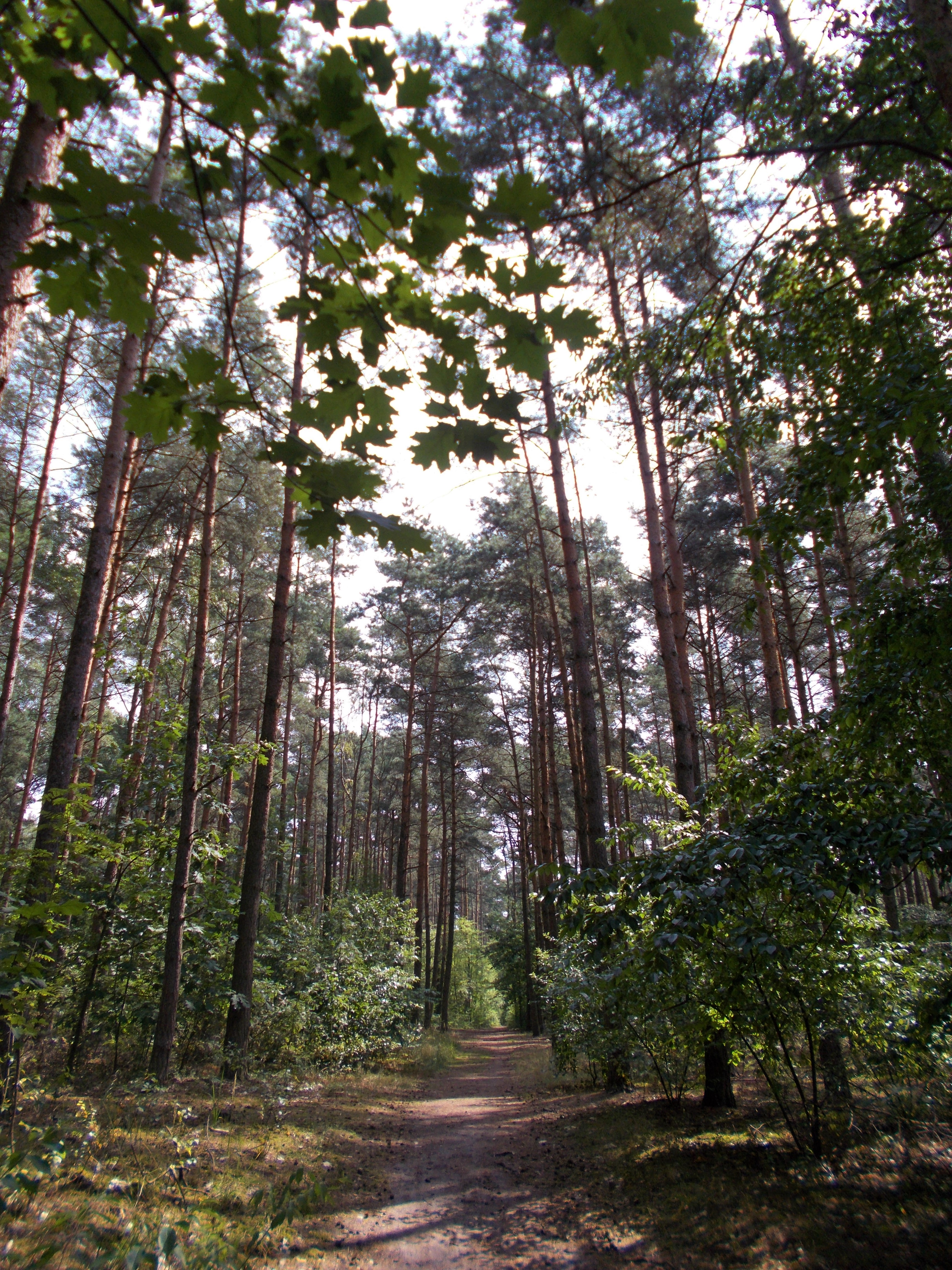
Las Winiarski (widok współczesny)

1 września 1939 z Ostrowa Wielkopolskiego wycofał się 60. Pułk Piechoty. Niemcy wkroczyli do miasta 3 września. Doszło do wymiany ognia z polskim patrolem. Do Kalisza armia niemiecka dotarła dzień później. Były to oddziały pod dowództwem generała Johannesa Blaskowitza, który po wojnie stanął przed sądem za zbrodnie wojenne w Wielkopolsce.
Do pierwszych zbrodni niemieckich doszło jeszcze w trakcie kampanii wrześniowej. Za pierwsze masowe egzekucje odpowiadali żołnierze Wehrmachtu. W październiku Wielkopolska przeszła spod administracji wojskowej do cywilnych struktur władzy okupacyjnej. Kalisz i Ostrów Wielkopolski zostały włączone do Okręgu Rzeszy Poznań (późniejszy „Kraj Warty”). W listopadzie i grudniu 1939 doszło do kolejnej serii masakr ludności cywilnej. Szacuje się, że w ponad 200 egzekucjach zginęło około 5 tys. ludzi.
Przez więzienie w Kaliszu od września 1939 do marca 1940 przeszło ok. 750 osób. Większość została zamordowana. Była to część zaplanowanej i przeprowadzonej przez Niemców eksterminacji wielkopolskiej inteligencji, która miała doprowadzić do germanizacji regionu.

### Miejsce zbrodni
W czasie II wojny światowej Winiary były sąsiadującą z Kaliszem wsią. Jej ostatni właściciel, Konrad Wünsche, został zamordowany przez Niemców tuż przed wkroczeniem Armii Czerwonej. Las Winiarski obejmuje współcześnie powierzchnię 220 hektarów. W północno-wschodniej części lasu znajduje się obelisk oznaczający miejsce masowych egzekucji z lat 1939–1940 (→ Upamiętnienie).

## Zbrodnia
Niemcy od początku okupacji wykorzystywali Las Winiarski jako miejsce straceń mieszkańców regionu. 20 października 1939 okupanci rozstrzelali Józefa Broniszewskiego z Sobiesęk (oddalonych od Winiar o ponad 20 km), zaś 6 grudnia Józefa Niedźwieckiego z Kalisza.

### Rozstrzelanie mieszkańców Ostrowa Wielkopolskiego
Przeszło dwa miesiące po wkroczeniu do miasta, 8 listopada 1939, Niemcy aresztowali około 25 ostrowian, w tym wielu uczestników powstania wielkopolskiego. Według powojennej relacji mieli oni posłużyć za zakładników. Były to postaci znaczące w życiu społeczności lokalnej: samorządowcy, przedsiębiorcy, nauczyciele i przedstawiciele wolnych zawodów. Do połowy grudnia przetrzymywano ich w ostrowskim więzieniu. Trafił tam też m.in. Stanisław Szlagowski, aresztowany przez Niemców w Rososzycy oraz ksiądz Jan Joachimowicz z Sieroszewic. Za zgodą Niemców rodziny mogły przekazywać osadzonym paczki z żywnością, pisać listy. Niemcy najprawdopodobniej zgodzili się też na widzenia. Więźniowie przebywali w dwóch kilkunastoosobowych celach na drugim piętrze budynku. Za dnia drzwi do cel były otwarte.
Wcześnie rano 14 grudnia 1939 więźniowie zostali pod eskortą wywiezieni autobusem do więzienia w Kaliszu. Transport liczył 29 osób. Z nieznanych powodów Niemcy pominęli ks. Joachimowicza. Pozostali stanęli przed sądem, oskarżeni o uczestnictwo w powstaniu wielkopolskim. W rzeczywistości jednak część więźniów nie brała w nim udziału. Dowodem w sprawie była Złota księga miasta Ostrowa, do której krótko przed wojną trafiły nazwiska powstańców. W trakcie rozprawy sędziowie podpisali wcześniej przygotowane wyroki śmierci. Uniewinniony został tylko Jan Kończak – podoficer Wojska Polskiego. Jego relacja jest jedynym źródłem informacji na temat przebiegu rozprawy.
Krótko po sfingowanym procesie do skazańców dołączyli aresztowani z okolic Jarocina i Kępna, a także z Ostrzeszowa i Pleszewa. Niemcy wywieźli ich lasu w Winiarach, gdzie zostali zamordowani strzałem w tył głowy. Miejsce kaźni odnalazł (najprawdopodobniej już 15 grudnia) Leon Stencel wraz z Józefem Kluczyńskim, synem zamordowanego Romana Kluczyńskiego. Wskazał je przekupiony dozorca z kaliskiego więzienia. Pomimo tego większość rodzin nie poznała losu zamordowanych aż do końca wojny.
Według dr. Mariana Olszewskiego (przewodniczącego Okręgowej Komisji Badania Zbrodni Hitlerowskich w Poznaniu) odpowiedzialność za zbrodnię w Lesie Winiarskim ponoszą funkcjonariusze Einsatzgruppe III oraz Einsatzgruppe VI. W skład tej ostatniej jednostki wchodziło Einsatzkommando 14 (określane także jako Einsatzkommando 2), które działało w południowej części Wielkopolski. Jednakże w grudniu 1939 jednostki te były już rozwiązane. Zaczęły funkcjonować „cywilne” formacje III Rzeszy: Gestapo, Sipo i Kripo. Kazimierz Leszczyński w kontekście zbrodni w Winiarach pisze o „nieustalonym oddziale”.

#### Ofiary[5][20]
Pogrubionym drukiem zaznaczono ofiary przetransportowane z ostrowskiego do kaliskiego więzienia 14 grudnia 1939 i pochowane po wojnie w kwaterze powstańców wielkopolskich na cmentarzu przy ul. Limanowskiego w Ostrowie Wielkopolskim.
- Jan Adamski (powstaniec wielkopolski, kupiec),
- Władysław Anioł (restaurator),
- M. Baranik,
- Czesław Baranowski,
- Franciszek Baranowski (meliorant),
- Bartczyk Lucjan,
- Stefan Błaszczyk,
- Józef Błaszczyński,
- Błaszkowski Józef,
- Piotr Cieplik,
- Wawrzyniec Ciesielski,
- Adam Czechowski (dyrektor ostrowskiego gimnazjum),
- Antoni Danielak (powstaniec wielkopolski, kupiec),
- Aleksander Dubiski (powstaniec wielkopolski i lekarz),
- Jan Dudka (powstaniec wielkopolski i pracownik Fabryki Wagon),
- Jadwiga Egeman (pomoc domowa),
- Józefa Fiszewska,
- Józef Flak,
- Idzi Gierak,
- Józef Grędziński,
- Stanisław Gruszczyński,
- Henryk Grzegorek,
- Władysław Hoffmann (powstaniec wielkopolski, poseł, nauczyciel),
- Michał Idzior (powstaniec wielkopolski i brat kurkowy),
- Wacław Jankowski (powstaniec wielkopolski, prawnik),
- Stanisław Jańczak,
- Walenty Jaśkowiak,
- Józef Jondro (samorządowiec, wydawca i właściciel drukarni),
- Kazimierz Kamzol,
- Władysław Karolewski (nauczyciel z Rososzycy),
- Roman Kasprzak (powstaniec wielkopolski, kupiec i brat kurkowy),
- Roman Kluczyński (powstaniec wielkopolski, restaurator i brat kurkowy),
- Tadeusz Kos,
- Jan Krak (burmistrz Odolanowa, emerytowany policjant),
- Józef Krokowski (artysta teatralny),
- Helena Kucharska,
- Roman Kubicki (powstaniec wielkopolski, brat kurkowy, dentysta i samorządowiec),
- Józef Kurek,
- Feliks Łagowski,
- Stanisław Madejski,
- Piotr Marciniak (kolejarz, powstaniec wielkopolski),
- Maksymilian Matysiak (powstaniec wielkopolski),
- Jan Mieżyński (powstaniec wielkopolski, uczestnik Republiki Ostrowskiej, bankier, brat kurkowy),
- Stanisław Musielak (samorządowiec i literat),
- Maksymilian Nowicki (kupiec, uczestnik Republiki Ostrowskiej),
- Sylwester Nowostawski (powstaniec wielkopolski, urzędnik),
- Michał Pankowiak (powstaniec wielkopolski, uczestnik Republiki Ostrowskiej, malarz i brat kurkowy),
- Jan Patora,
- Władysław Pietrzak,
- Stanisław Pluta,
- Franciszek Płóciennik,
- Helena Płóciennik,
- Józef Radziński,
- Franciszek Ratajczak (powstaniec wielkopolski),
- Andrzej Serafinowski,
- Jan Siarkiewicz (powstaniec wielkopolski, dyrektor szkoły w Psarach),
- Wojciech Sikora (poseł, bankier),
- Andrzej Stawowy (powstaniec wielkopolski),
- Józef Stembiński,
- Roman Strzelczyk,
- Stanisław Szlagowski[21] (powstaniec wielkopolski),
- Stanisław Szurek,
- Wacław Szyszka,
- Wacław Śmietana,
- Antoni Wiertelak,
- Marian Witecki,
- Józef Wojciechowski (powstaniec wielkopolski, podoficer rezerwy, brat kurkowy).

Lista nie jest kompletna. Śmierć poniosło co najmniej 70 osób. Ofiary pochodziły m.in. z Blizanowa, Kalisza, Ostrowa Wielkopolskiego i Wysocka Małego.

### Późniejsze mordy
Do kolejnej zbiorowej egzekucji doszło jeszcze w roku 1939. 23 grudnia życie straciło kilkudziesięciu mieszkańców Kalisza, Kościelca, Cekowa i Winiar. Do zbiorowej egzekucji doszło też 10 lutego 1940. Niemcy rozstrzelali wówczas 80 osadzonych z więzienia w Kaliszu. Ofiarami zbrodni w Lesie Winiarskim byli nie tylko przedstawiciele inteligencji. 11 lutego 1940 Niemcy rozstrzelali dziesięciu rolników z Racławic.
Trudno ustalić, do kiedy trwały mordy w Lesie Winiarskim. Wiadomo, że do masowych egzekucji w Kaliszu i okolicach dochodziło jeszcze w styczniu 1945 roku (→ zbrodnia w lesie skarszewskim). Główna Komisja Badania Zbrodni Hitlerowskich w Polsce podaje, że 20 grudnia 1941 roku rozstrzelany został w Winiarach Franciszek Włodarczyk z Korzeniewa. To ostatnia zbrodnia, której GKBZH nadała precyzyjne datowanie. Część egzekucji śledczy umieścili w ogólnych ramach czasowych 1939–1945. Ginęli zarówno pojedynczy ludzie, jak i kilkudziesięcioosobowe grupy. Według Jana Pogorzelca (ówczesnego pracownika fabryki w Winiarach) mordy trwały do końca 1944 roku.

Konwoje wyglądały zawsze tak samo. Na czele jechał samochód z esesmanami w czarnych płaszczach i kapeluszach. Potem jechał samochód z żołnierzami, którzy przygotowywali miejsce egzekucji. Kolejny samochód wiózł skazanych i na końcu samochód osobowy z żandarmami uzbrojonymi w broń automatyczną gotową do strzału. Po dokonanej egzekucji starannie zabezpieczano ślady zbrodni. Ofiary powiązane drutem kolczastym musiały przyglądać się, jak oprawcy kopią im grób.

W 1943 roku Niemcy zamęczyli w Lesie Winiarskim Andrzeja Janusza Koczorowskiego. Pochodzący z rodziny właścicieli Przystajni żołnierz Armii Krajowej poniósł śmierć, ciągnięty za galopującym koniem.
Po wojnie w Lesie Winiarskim odkopano zwłoki 327 osób. Ofiary pochodziły z Iwanowic, Gzikowa, Korzeniewa, Renty, Winiar, Zbierska i wielu innych miejscowości.

## Po wojnie

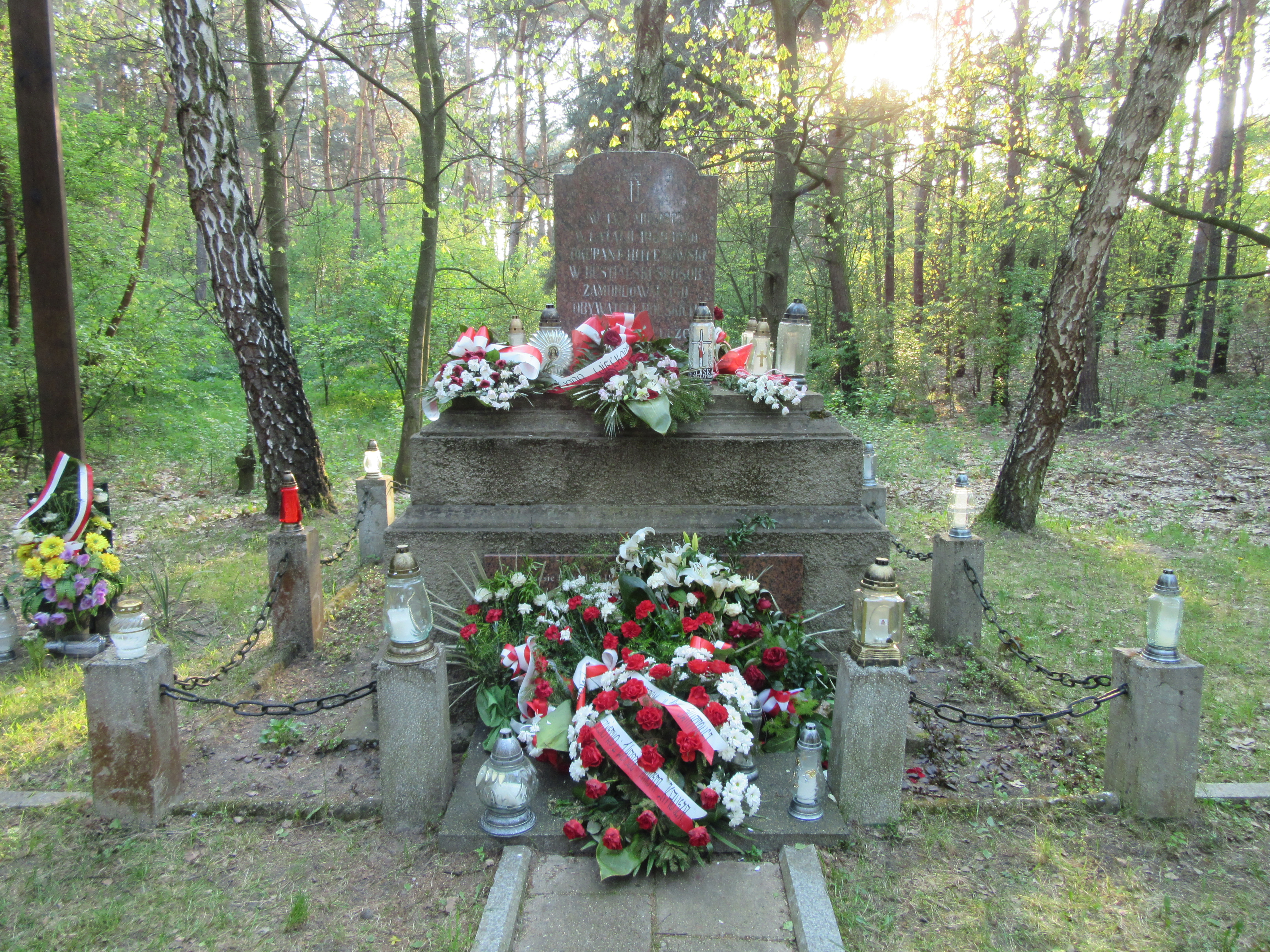
Obelisk upamiętniający pomordowanych w Lesie Winiarskim

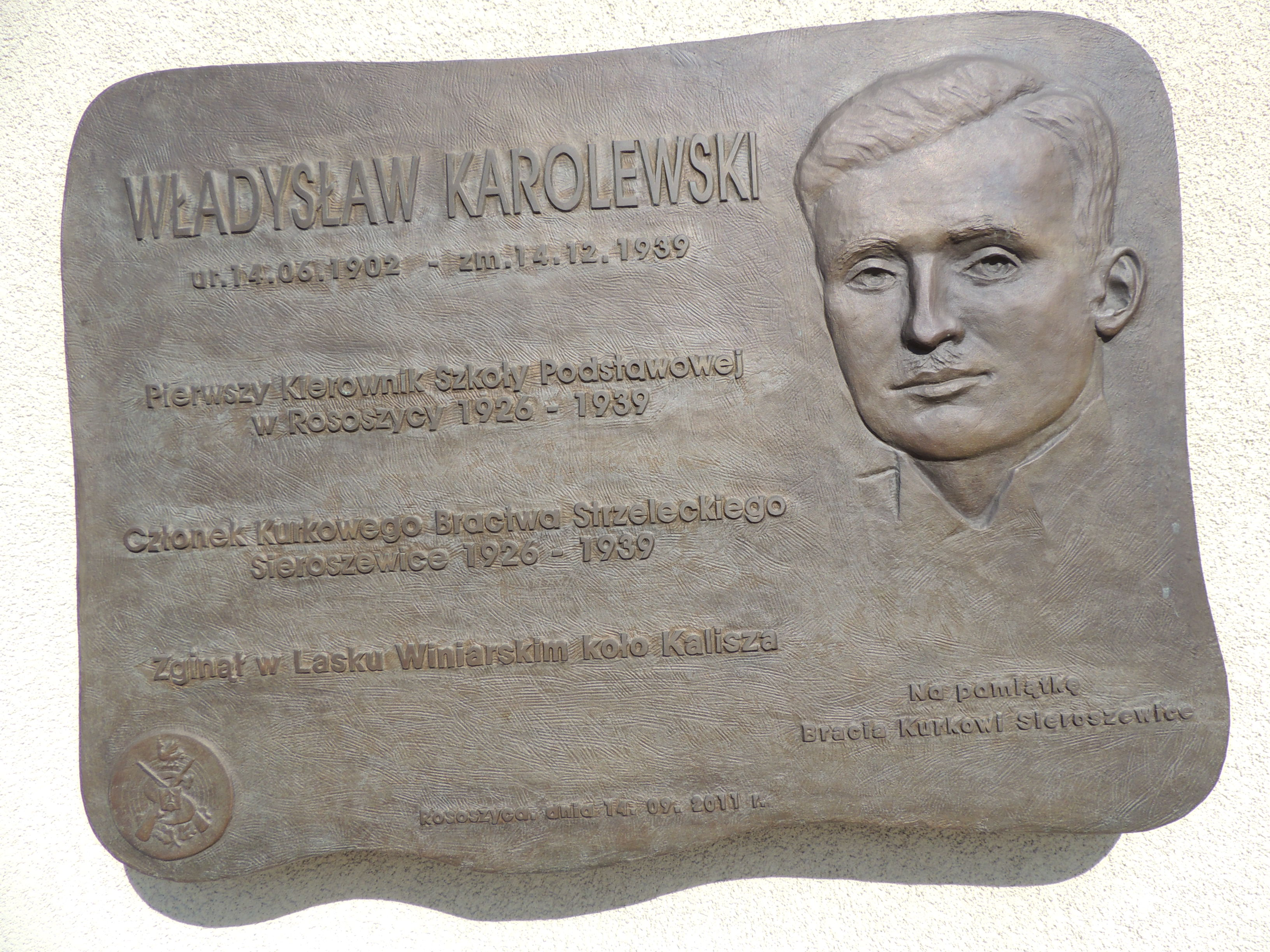
Tablica ku czci Władysława Karolewskiego w Rososzycy

Dwa miesiące po wkroczeniu Armii Czerwonej do Kalisza nastąpiła pierwsza ekshumacja w Lesie Winiarskim. Wykopano zwłoki ok. 130 ofiar. Większości nie udało się zidentyfikować.
W 1945 roku Miejska Rada Narodowa w Ostrowie Wielkopolskim podjęła starania, by ustalić losy aresztowanych jesienią 1939. Z inicjatywy radnego Wacława Rogalewskiego powstał komitet, który miał wyjaśnić co się z nimi stało. Nie żył już wówczas Józef Kluczyński, który wraz z Leonem Stenclem odkrył miejsce kaźni. Groby pomordowanych udało się odkryć dzięki zeznaniom Stencla, a także siostry Kluczyńskiego, Marii Talarczyk, oraz Bolesława Grobelnego – kierowcy autobusu, który przewiózł ofiary z ostrowskiego więzienia do Kalisza. Na miejscu zbrodni odkryto cztery groby, w jednym znajdowały się ciała pomordowanych ostrowian. Do ekshumacji doszło 19 października 1945 roku. Dwa dni później w kwaterze powstańców wielkopolskich na ostrowskim cmentarzu przy ul. Limanowskiego pochowano 27 ofiar. Według ówczesnej prasy w pogrzebie wzięło udział 20 tysięcy ludzi. Stacjonujący w mieście oficerowie Armii Czerwonej mieli ofiarować 500 złotych na pomoc bliskim pomordowanych.
O wydanie w ręce Niemców Złotej księgi miasta Ostrowa, która posłużyła do postawienia ofiar przed sądem, wydawany przez Powiatową Radę Narodową „Głos Ostrowski” oskarżył Wandę Astową. Kobieta uciekła przed wkroczeniem Sowietów i została aresztowana po powrocie, a następnie uniewinniona.
Wiosną 1946 roku sąd w Ostrowie Wielkopolskim formalnie potwierdził zgon Jana Mieżyńskiego na wniosek jego żony. Przyjęto wówczas, że został zamordowany o godzinie 17:00.
Wyrokiem wydanym na Stanisława Szlagowskiego zajęła się po wojnie prokuratura z niemieckiego Chociebuża. Ustawa o uchylaniu niesprawiedliwych wyroków nazistowskich przewiduje, że „uchyleniu podlegają skazujące orzeczenia karne wydane z przyczyn politycznych, militarnych, rasowych, religijnych lub światopoglądowych z naruszeniem elementarnych zasad sprawiedliwości po 30 stycznia 1933 roku w celu wprowadzenia lub utrzymania narodowosocjalistycznego reżimu”. Na tej podstawie prokuratura uznała, że Szlagowski został zrehabilitowany.

### Upamiętnienie
W 1960 na miejscu zbrodni stanął obelisk upamiętniający zamordowanych w Lesie Winiarskim mieszkańców Ostrowa Wielkopolskiego. Od 2006 w rocznicę mordu odprawiana jest przy nim msza. Co roku gromadzą się tam potomkowie ofiar. W 2011 roku na budynku Szkoły Podstawowej w Rososzycy zawisła tablica upamiętniająca Jana Karolewskiego. W 2016 roku, z okazji dwudziestopięciolecia reaktywacji Kurkowego Bractwa Strzeleckiego w Ostrowie Wielkopolskim, odsłonięta została tablica ku czci wszystkich braci pomordowanych w czasie II wojny światowej.